# Yves Brunet
Yves Brunet, Papé, (Paretstortes, 25 d'agost del 1950) va ser un jugador nord-català de rugbi a 15. Feia 1,75 m. i 84 kg. i jugava en la posició de taloner. El club de la seva vida fou la USAP; va ser seleccionat dues vegades per França. De professió era viticultor.
El seu germà Lambert Brunet també va estar a les files de la USAP (juga amb el primer equip en la temporada 1969-70 en la posició de pilar, i posteriorment es dedicà al rugbi a 13, arribant a ser convocat per la selecció francesa). El fill de l'Yves, François Brunet, ha jugat d'afeccionat amb els cadets (menors de 17 anys) i Crabos (menors de 19 anys) de la USAP, amb el Ribesaltes (de la categoria Fédérale 2) i el Torrelles de la Salanca; i la seva filla Lucie Luce Brunet, estudiant d'infermeria, va guanyar el concurs Nouvelle Star (la "Operación Triunfo" francesa) el 2010.

## Carrera

### De club
- 1970-1981 USAP

### De selecció
- 21.6.75 contra l'equip d'Àfrica del Sud
- 25.6.77 contra l'Argentina
- Selecció del Languedoc-Rosselló contra Nova Zelanda

## Palmarès
- Finalista del campionat de França 1977
- Copa René Crabos 1967 i 1969